# Alien vs. Predator – A Halál a Ragadozó ellen
Az Alien vs. Predator – A Halál a Ragadozó ellen (AVP: Alien vs. Predator) 2004-ben bemutatott amerikai–cseh–brit–német koprodukcióban készült sci-fi akciófilm, melyet Paul W. S. Anderson írt és rendezett. A főbb szerepekben Sanaa Lathan, Raoul Bova, Lance Henriksen, Ewen Bremner, Colin Salmon, és Tommy Flanagan látható.
A történet alapjául az 1989-es Alien vs. Predator képregény szolgált. A film az Alien és a Predator sci-fi horrorfilmes franchise-ok crossovere.

## Cselekmény
2004-ben egy műhold titokzatos hőjeleket észlel a Bouvet-sziget mélyén, nagyjából ezer mérföldre az Antarktisz északi részétől. A gazdag gyártulajdonos, Charles Bishop Weyland (Lance Henriksen) összeállít egy tudósokból álló csapatot, hogy kivizsgálják a jel forrását és a Weyland Industries nevű multinacionális kommunikációs cégének jelentse. A csapat archeológusokból, nyelvészekből, zsoldosokból és vezetőjükből, Alexa Woods (Sanaa Lathan) állt össze.
Amikor egy Predator űrhajó Föld körüli pályára áll, egy sugárral mély nyílást vág a vastag jégben a hőjel közelében. Amikor a tudóscsoport a helyszínre érkezik, egy elhagyatott bálnavadász állomásra, rátalálnak a nyílásra és azon keresztül leereszkednek a mélyére. Ott egy titokzatos piramist, abban pedig egy emberi csontvázakkal teli áldozati kamrát találnak.
Eközben három Predator is leszáll és megölik a felszínen maradt embereket, majd a jég mélyére indulnak, érkezésükkor a tudósok éppen véletlenül aktiválják a föld mélyén lévő szerkezetet. Az Alien királynő felébred mélyálmából és tojásokat kezd rakni, melyekből számos arctámadó lény kel ki, és a kamrában rekedt emberekre támadnak. A megtámadott emberek mellkasából rövid idő alatt kirobbannak az újszülött Alienek és gyors növekedésnek indulnak. Harcok törnek ki a Predatorok, Alienek és az emberek között, miközben egy Predatorba is Alien embriót ültet az egyik arctámadó.
A piramis hieroglifáinak lefordításával a felfedezők megtudják, hogy a Predatorok évezredeken át látogatták a Földet. Ők tanították meg az első emberi civilizációkat, hogyan építsenek piramist, és azok istenként tisztelték a Predatorokat. Minden száz évben egyszer eljöttek a Földre egy olyan rituálé kedvéért, melynek során számos embert áldoztak fel gazdatestként az Alienek számára, hogy aztán a kikelt szörnyeket levadászhassák. Amikor pedig az Alienek magukhoz ragadták az irányítást, a Predatorok önmegsemmisítési mechanizmust indítottak be, hogy elpusztítsák ellenségeiket és önmagukat is így. A felfedezők arra következtettek mindebből, hogy a jelenlegi Predatorok is ebből a célból érkeztek, a hőjel pedig azt a célt szolgálta, hogy embereket vonzzon a piramisba az újabb vadászatra.
A túlélők úgy vélték, a Predatoroknak győzniük kell, nehogy az Alienek elérjék a Föld felszínt. A harcok során csak a csoport vezetője, Alexa és egyetlen Predator marad életben az Alienekkel szemben. Szövetségesként sikerül a Predator önmegsemmisítő berendezésével elpusztítaniuk a piramist és a sokasodó Alieneket. A felszínre érve még megküzdenek az Alien királynővel, végül a királynő után a Predator is belehal sérüléseibe, Alexa az egyetlen túlélő.
Ekkor a Predatorok űrhajójából több Predator jön elő. Magukkal viszik elesett társuk testét, Alexának pedig elismerésül harci képességeiért egyik fegyverüket ajándékozzák. Amikor hajójuk eltűnik az űrben, egy mellkasrobbantó tör ki egy halott Predator testéből. Ez egy Alien-Predator hibrid, mely mindkét faj jellemzőit és képességeit örökölte:Predalien.

## Szereplők
| Szerep                 | Színész              | Magyar hangja (1. szinkron, 2004) |
| ---------------------- | -------------------- | --------------------------------- |
| Alexa Woods            | Sanaa Lathan         | Kisfalvi Krisztina                |
| Sebastian de Rosa      | Raoul Bova           | Széles Tamás                      |
| Charles Bishop Weyland | Lance Henriksen      | Rajhona Ádám                      |
| Graeme Miller          | Ewen Bremner         | Galbenisz Tomasz                  |
| Maxwell Stafford       | Colin Salmon         | Galambos Péter                    |
| Mark Verheiden         | Tommy Flanagan       | Bede-Fazekas Szabolcs             |
| Joe Connors            | Joseph Rye           | Katona Zoltán                     |
| Adele Rousseau         | Agathe De La Boulaye | Kerekes Andrea                    |
| Rusten Quinn           | Carsten Norgaard     | Bácskai János                     |
| Thomas Parks           | Sam Troughton        | Epres Attila                      |
| Klaus                  | Kieran Bew           | Bolla Róbert                      |
| Sven                   | Adrian Bouchet       | ?                                 |
| Juan Ramirez           | Andy Lucas           | Gardi Tamás                       |

## A film készítése
Tervbe volt véve, hogy a Lance Henriksen által alakított Charles Weyland Bishop mellett szerepelni fog a Weyland–Yutani Társaság másik alapítója, John Yutani is. A szerep kapcsán Peter Weller és Gary Busey (utóbbi annak ellenére, hogy a Ragadozó 2.-ben ő alakította Peter Keyes ügynököt) neve is felmerült.
A többi Alien és Predator filmmel ellentétben e történet rendhagyó módon mellőzte a naturális-horrorisztikus erőszak ábrázolását, ami által minden országban alacsonyabb korhatár-besorolást kapott. Amerikában rendkívül alacsonynak tűnő PG-13 besorolást kapott, nálunk 16-os karikába került.

## Fogadtatás
A Halál a Ragadozó ellen 2004. augusztus 13-án került 3 395 moziba Észak-Amerikában. Nyitó hétvégéjén 38,2 millió dolláros bevételt ért el, és első helyen végzett a heti listán. Összesen 172 millió dolláros bevételt hozott, mellyel a Predator és Alien filmek között a legjövedelmezőbb produkció lett, bár a hazai bevételek között csak a 33. helyezést érte el.
A kritikusok nem láthatták a filmet a moziba kerülés előtt, a film megtekintése után pedig jellemzően negatív vélemények születtek. A Rotten Tomatoes kritikákat gyűjtő weboldalon mindössze 21%-ot ért el, a Metacritic 100-ból 29-es pontszáma sem pozitív eredmény.

### Díjak és jelölések
A zeneszerző, Harald Kloser 2005-ben elnyerte a BMI Film Music Award elismerését. További negatív kritikaként jelölték a 2005-ös Arany Málna díjra a Legrosszabb feldolgozás vagy folytatás kategóriában.